# TMNT: Power of 4
TMNT: Power Of 4 is een videospel voor de mobiele telefoon, gebaseerd op de film TMNT. Het spel werd ontwikkeld door Overloaded en uitgebracht door Uclick in 2007. Het spel is opgezet als een arcadespel, en combineert de genres actie-avontuur en racen.

## Gameplay
Het spel is vooral een platformspel dat sterk doet denken aan de oudere spellen voor de NES en SNES. De speler kan de rol aannemen van elk van de vier Turtles. Net als in voorgaande spellen heeft elke turtle zijn eigen wapen en vaardigheden. Zo is Leonardo’s talent rennen, en dat van Michelangelo over gaten springen.
Elk level is opgebouwd uit verschillende onderdelen. In elk gedeelte moeten eerst alle vijanden worden verslagen voordat de speler kan doorlopen naar het volgende stuk.
In de racelevels van het spel bestuurt de speler de wagen van de turtles door de straten van New York, achtervolgd door een monster uit de film. In deze levels moet de speler met de gadgets van de wagen vijanden afschudden.